# 柳原蛭子神社
柳原蛭子神社（やなぎわらひるこじんじゃ）は兵庫県神戸市兵庫区の神社。通称、柳原えびす。
福海寺と神社との間の道路には西国街道の兵庫の出入り口で東の湊口の惣門と同じく西の柳原惣門があった場所とされている。

## 祭神
- 蛭子大神
- 大物主大神

## 十日えびす大祭
西宮神社と同じく毎年1月10日の前後の3日間行われる。

## 交通
- JR神戸線「兵庫駅」南口から東へ徒歩5分

## 近隣情報
- 福海寺
- 能福寺